# بيير بيتنكورت
بيير بيتنكورت (بالفرنسية: Pierre Bettencourt)‏ هو ناشر وفنان وكاتب فرنسي، ولد في 28 يوليو 1917 في Saint-Maurice-d'Ételan ‏ في فرنسا، وتوفي في 13 أبريل 2006 في Stigny ‏ في فرنسا.